# Campionato europeo di Formula 2 1967
La stagione 1967 della Formula 2 europea fu la prima di questa categoria. Si disputò su dieci gare e venne vinta dal pilota belga Jacky Ickx.

## La pre-stagione

### Calendario
| Gara | Nome                                | Circuito                 | Giri     | Lunghezza          | Data      | Note                                                                           |
| ---- | ----------------------------------- | ------------------------ | -------- | ------------------ | --------- | ------------------------------------------------------------------------------ |
| 1    | Guards 100                          | Circuito di Snetterton   | 10+10+40 | 60x4,361=261,66 km | 24 marzo  | Gara disputata su due manche di 10 giri più manche finale di 40                |
| 2    | BARC 200 WillisTrophy               | Circuito di Silverstone  | 20+20    | 40x4,710=188,4 km  | 27 marzo  | Gara disputata su due manche di 20 giri                                        |
| 3    | ADAC Eifelrennen                    | Nürburgring Südschleife  | 30       | 30x7,739=232,37 km | 23 aprile |                                                                                |
| 4    | Deutschland Trophäe Preis von Baden | Hockenheimring           | 15+30    | 45x6,678=304,50    | 9 luglio  | Gara disputata su due manche, una di 15 e una di 30 giri                       |
| 5    | Flugplatzrennen Tulln-Langenlebarn  | Tulln-Langenlebarn       | 50       | 50x2,700=135 km    | 16 luglio |                                                                                |
| 6    | Gran Premio di Madrid               | Circuito di Jarama       | 55       | 55x3,404=187,22    | 23 luglio |                                                                                |
| 7    | Gran Premio di Zandvoort            | Circuito di Zandvoort    | 15+30    | 45x4,193=188,68    | 30 luglio | Gara disputata su due manche, una di 15 e una di 30 giri                       |
| 8    | Gran Premio del Mediterraneo        | Autodromo di Pergusa     | 40+40    | 80x4,800=384 km    | 20 agosto | Gara disputata su due manche di 40 giri ciascuna                               |
| 9    | Guards' Trophy                      | Circuito di Brands Hatch | 10+40    | 50x4,263=213,15 km | 28 agosto | Gara disputata sue due batterie di semifinale di 10 giri, più una finale di 40 |
| 10   | Gran Premio di Roma                 | Autodromo Vallelunga     | 30+30    | 60x3,120=187,2 km  | 8 ottobre | Gara disputata su due manche di 30 giri ciascuna                               |

## Risultati e classifiche

### Risultati
| Gara | Circuito            | Tempo     | Pole position             | GPV                                     | Vincitore                           | Vettura                                     |
| ---- | ------------------- | --------- | ------------------------- | --------------------------------------- | ----------------------------------- | ------------------------------------------- |
| 1    | Snetterton          | 59:40.6   | Jochen Rindt              | Jackie Stewart Graham Hill Jochen Rindt | Jochen Rindt Alan Rees              | Brabham-Ford Cosworth Brabham-Ford Cosworth |
| 2    | Silverstone         | 1.00:13.0 | Jochen Rindt              | Graham Hill Jochen Rindt                | Jochen Rindt Alan Rees              | Brabham-Ford Cosworth Brabham-Ford Cosworth |
| 3    | Nürburgring         | 1.35:46.4 | Jim Clark                 | Jochen Rindt                            | Jochen Rindt Jacky Ickx             | Brabham-Ford Cosworth Matra-Ford Cosworth   |
| 4    | Hockenheimring      | 1.32:48.3 | Chris Irwin               | Brian Hart                              | Frank Gardner                       | Brabham-Ford Cosworth                       |
| 5    | Tulln-Langenlebarn  | 54:44.40  | Jean-Pierre Beltoise      | Jim Clark                               | Jochen Rindt Jean-Pierre Beltoise   | Brabham-Ford Cosworth Matra-Ford Cosworth   |
| 6    | Circuito del Jarama | 1.25:29.0 | Jim Clark                 | Graham Hill                             | Jim Clark Chris Irwin               | Lotus-Ford Cosworth Lola-Ford Cosworth      |
| 7    | Zandvoort           | 44:43.2   | Jacky Ickx                | Jacky Ickx                              | Jacky Ickx                          | Matra-Ford Cosworth                         |
| 8    | Pergusa             | 1.40:19.2 | Jackie Stewart            | Jacky Ickx                              | Jackie Stewart Jean-Pierre Beltoise | Matra-Ford Cosworth Matra-Ford Cosworth     |
| 9    | Brands Hatch        | 1.02:44.2 | Jochen Rindt John Surtees | Jochen Rindt                            | Jochen Rindt Jo Schlesser           | Brabham-Ford Cosworth Matra-Ford Cosworth   |
| 10   | Vallelunga          | 1.20:27.8 | Jacky Ickx                | Jacky Ickx                              | Jacky Ickx                          | Matra-Ford Cosworth                         |

### Classifica Piloti
| Pos | Pilota               | SNE | SIL | NÜR | HOC | TUL | JAR | ZAN | ENN | BRA | VAL | Punti |
| --- | -------------------- | --- | --- | --- | --- | --- | --- | --- | --- | --- | --- | ----- |
| 1   | Jacky Ickx           | NP  | 7   | 3   | 10  | 5   |     | 1   | 3   | 5   | 1   | 45    |
| 2   | Frank Gardner        | Rit | 6   | 12  | 1   | 4   | 10  | 3   | 9   | 4   | 4   | 34    |
| 3   | Jean-Pierre Beltoise | Rit | Rit | 10  |     | 3   | Rit | 4   | 2   | Rit | 2   | 27    |
| 4   | Piers Courage        | 7   | Rit | 5   | 3   | 9   | 8   | 2   | Rit | Rit | Rit | 24    |
| 5   | Alan Rees            | 3   | 2   | 9   |     | 11  | 11  | 5   | 6   | Rit | 7   | 23    |
| 6   | Chris Irwin          | Rit |     | 7   | 4   | 6   | 3   | Rit | Rit | NQ  |     | 15    |
| 7   | Johnny Servoz-Gavin  |     |     | Rit |     | 8   | 5   | Rit | 5   |     | 3   | 15    |
| 8   | Jo Schlesser         |     |     |     |     |     |     | Rit | 4   | 3   |     | 13    |
| 9   | Brian Redman         |     |     | Rit |     |     | 6   |     |     | 8   |     | 9     |
| 10  | Hubert Hahne         | NP  |     | 4   |     |     |     |     |     | 9   |     | 8     |
| 11  | Brian Hart           |     | Rit |     | 2   |     | Rit | 6   | 8   |     |     | 8     |
| 12  | Robin Widdows        | Rit | 8   | NP  | 4   | Rit | 9   | 7   |     | Rit | 11  | 8     |
| 13  | Jackie Oliver        | Rit |     | 11  |     | Rit | NP  |     | Rit | 6   | Rit | 3     |
| 14  | Philip Robinson      |     | 11  | NP  |     |     |     | Ret |     |     |     | 2     |
| =   | Gerhard Mitter       |     |     | 8   |     |     |     |     |     |     |     | 2     |
| =   | Ian Raby             | Rit | Rit | 16  | 5   | 13  | Rit | Rit |     |     |     | 2     |
| 17  | Alan Rollinson       |     |     |     | 6   | 10  |     |     |     | Rit | 13  | 1     |
| =   | Jean-Pierre Jaussaud |     |     |     |     |     | Rit |     |     |     | 6   | 1     |
| -   | Robert Lamplough     | NP  | Rit |     | Rit |     | 12  | 10  |     | SQ  | 12  | 0     |
| -   | Trevor Taylor        | Rit | Rit |     |     |     |     |     |     |     |     | 0     |
| -   | Henri Pescarolo      |     |     |     |     |     |     |     |     | 10  |     | 0     |
| -   | Mike Beckwith        | Rit |     | Rit |     |     |     | 11  |     | Rit |     | 0     |
| -   | Andrew Fletcher      | Rit |     |     | 7   |     |     | 12  |     | NQ  | Rit | 0     |
| -   | Chris Lambert        | SQ  | Rit |     |     |     |     |     |     |     | 10  | 0     |
| -   | Mike Costin          |     | Rit |     |     |     |     |     |     |     |     | 0     |
| -   | Jimmy Veitch         |     | Rit |     |     |     |     |     |     |     |     | 0     |
| -   | Robert Ellice        |     | Rit |     |     |     |     |     |     |     |     | 0     |
| -   | Peter Gethin         |     |     | 14  |     |     |     |     |     |     |     | 0     |
| -   | Walter Habegger      |     |     |     | 8   | 12  |     |     |     |     |     | 0     |
| -   | Bruno Frey           |     |     |     | 9   | Rit |     |     |     |     |     | 0     |
| -   | Paul Blum            |     |     |     | Rit | Rit |     |     |     |     |     | 0     |
| -   | John Cardwell        |     |     |     | Rit | Rit |     |     |     | Rit |     | 0     |
| -   | Gerhard Krammer      |     |     |     |     | NQ  |     |     |     |     |     | 0     |
| -   | Moisés Solana        |     |     |     |     |     | 13  |     |     |     |     | 0     |
| -   | Paco Godia           |     |     |     |     |     | NP  |     |     |     |     | 0     |
| -   | Gijs van Lennep      |     |     |     |     |     |     | 8   |     |     |     | 0     |
| -   | Arthur Mallock       |     |     |     |     |     |     | Rit |     |     |     | 0     |
| -   | Rob Slotemaker       |     |     |     |     |     |     | Rit |     |     |     | 0     |
| -   | Andrea De Adamich    |     |     |     |     |     |     | Rit |     |     |     | 0     |
| -   | Julian Gerard        |     |     |     |     |     |     |     |     | Rit |     | 0     |
| -   | Mike Walker          |     |     |     |     |     |     |     |     | NQ  |     | 0     |
| -   | Chris Meek           |     |     |     |     |     |     |     |     | NQ  | 14  | 0     |
| -   | Peter Gaydon         |     |     |     |     |     |     |     |     | NQ  |     | 0     |
| -   | Francesco Vento      |     |     |     |     |     |     |     |     |     | Rit | 0     |
| Pos | Pilota               | SNE | SIL | NÜR | HOC | TUL | JAR | ZAN | ENN | BRA | VAL | Punti |

| Colore  | Risultati                                                         |
| ------- | ----------------------------------------------------------------- |
| Oro     | Vincitore                                                         |
| Argento | 2º posto                                                          |
| Bronzo  | 3º posto                                                          |
| Verde   | Finita, a punti                                                   |
| Blu     | Finita, senza punti Finita, non classificato (NC)                 |
| Viola   | Non finita (Rit)                                                  |
| Rosso   | Non qualificato (NQ) Non pre-qualificato (NPQ)                    |
| Nero    | Squalificato (SQ)                                                 |
| Bianco  | Non partito (NP)                                                  |
| Celeste | Disputa solo le prove (SP)                                        |
| Celeste | Iscritto alle prove libere - Terzo pilota (TP) - dal 2003 al 2006 |
| Vuoto   | Non prende parte alle prove (NPR)                                 |
| Vuoto   | Iscritto ma non presente, non arrivato (NA)                       |
| Vuoto   | Ritirato prima dell'evento (WD)                                   |
| Vuoto   | Infortunato (INF)                                                 |
| Vuoto   | Escluso (ES)                                                      |
| Vuoto   | Gara cancellata (C)                                               |